# Llista de peixos de l'illa Elefant
Aquesta llista de peixos de l'illa Elefant -incompleta- inclou 9 espècies de peixos que es poden trobar a l'illa Elefant ordenades per l'ordre alfabètic de llur nom científic.

## C
- Chaenodraco wilsoni

## G
- Gerlachea australis

## M
- Micromesistius australis

## P

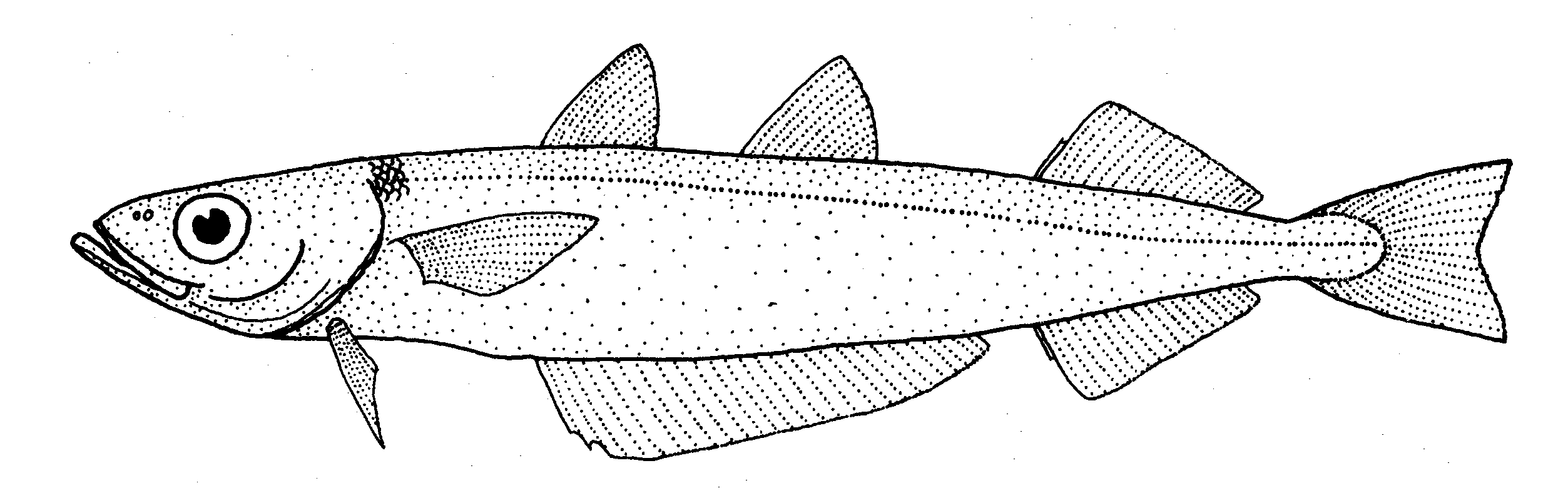
Micromesistius australis

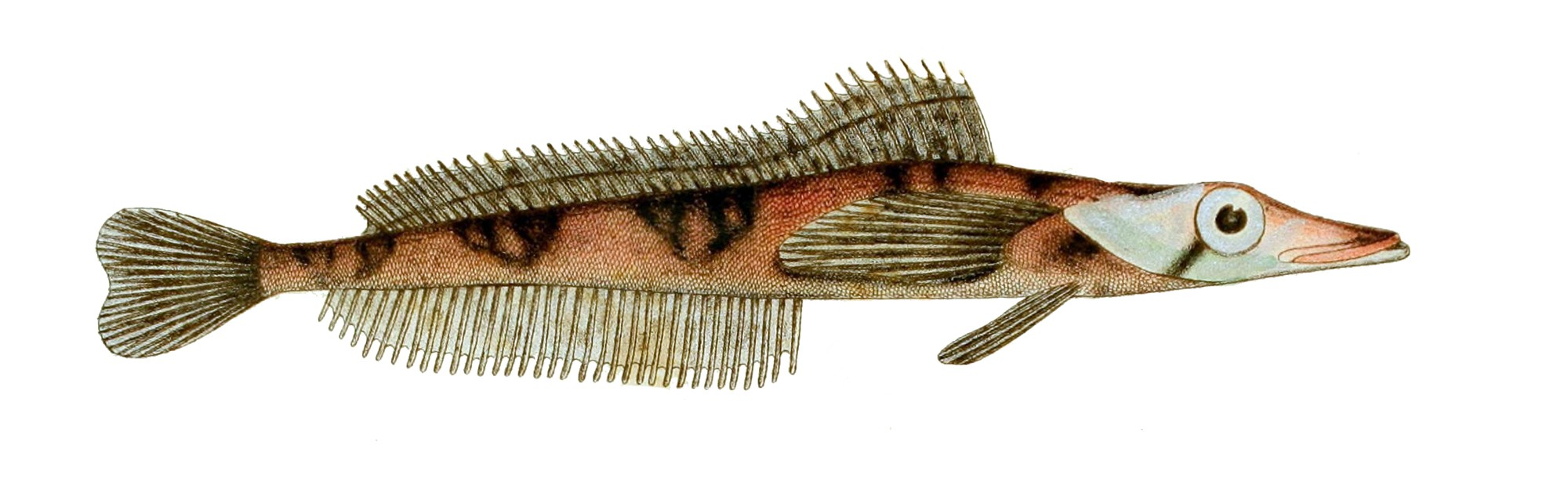
Gerlachea australis

- Parachaenichthys charcoti
- Paradiplospinus antarcticus
- Pleuragramma antarctica

## R
- Racovitzia glacialis

## T

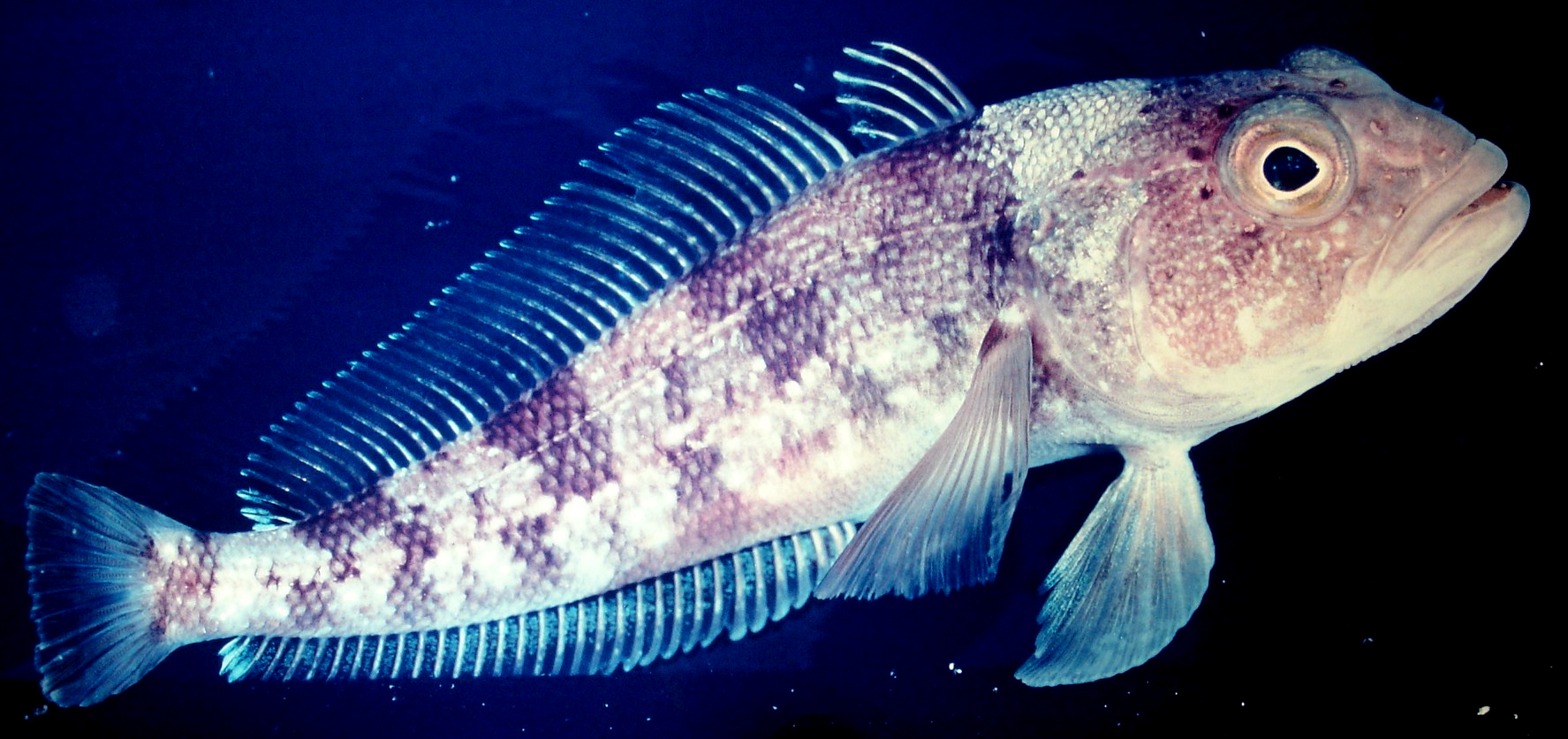
Trematomus bernacchii

- Trematomus bernacchii
- Trematomus newnesi[1]